# Ralph Phillips
Ralph Saul Phillips (Oakland, 23 giugno 1913 – 23 novembre 1998) è stato un matematico statunitense, conosciuto per i contributi in analisi funzionale e teoria dello scattering, dove ha collaborato con Peter Lax. Ha ricevuto nel 1997 il Premio Steele per i risultati ottenuti nella sua carriera.